# 鈴木慶太 (起業家)
鈴木 慶太（すずき けいた、1977年12月 - ）は、日本の起業家、人材・障害福祉の事業経営者。発達障害や精神障害を中心に障害者の就労支援、自立支援を行う企業「Kaien」代表取締役。元日本放送協会アナウンサー。星槎大学共生科学部通信制課程特任教授。

## 来歴
埼玉県出身。埼玉県立川越高等学校卒業。2000年、東京大学経済学部卒業後、NHKに入局。NHK鹿児島放送局・NHK仙台放送局で合計6年間アナウンサーとして活動後退職。
2007年8月、MBA取得を目的としてアメリカ合衆国ノースウェスタン大学の経営大学院（ビジネススクール）ケロッグ経営大学院に留学。渡米2日前に3歳の息子が発達障害であることが分かり、留学をするか否か悩んだものの、予定通り渡米をした。
発達障害への理解と啓蒙活動が進んでいるアメリカに身を置きつつMBAの勉強を進めるうち、ハーバード・ビジネス・レビューのWebサイトにて発達障害と仕事に関するビジネスモデルを探していると、自閉症の人の優れた資質を活かしてIT事業を展開するデンマークの民間企業「Specialisterne）」と出会う。このころから発達障害者の就労支援を推進するためのビジネスモデルを研究するようになった。このビジネスモデルに興味を持った友人（Marc Norland）たちと協力し留学中につくりあげた「発達障害の力を活用したビジネスモデル」は米国ルイジアナ州のテュレーン大学主催のビジネスコンテストで優勝。 
2009年、ノースウェスタン大学ケロッグ経営大学院を修了し、帰国。発達障害のある人たちの社会参加とビジネスをつなぐことができないかと考え、当初自分自身が起業するつもりは全くなかったが、学長や周囲の後押しもあり株式会社Kaienを立ち上げる
。現在は同社代表取締役を務める。

## 人物
- 東京大学を志望した理由の1つは、東京大学音楽部管弦楽団に入部したかったこと。学生時代は東大オーケストラの活動に注力した。就職活動が終わった後は、バックパッカーとしてアメリカ、中国、ヨーロッパ、オーストラリアを回った[6]。
- 鈴木が経営する株式会社Kaienは「社会起業」の要件とされる「営利を目指さない組織」ではなく通常の株式会社であること、「行政や法律にインパクトを与える」ことを目指しているわけではないため、厳密に言えば自身は社会起業家ではないとしているが、社会起業家であり続けるためには、経済的、思想的、そして精神的に自立した人間であることが何よりも重要になってくることを感じている[11]。
- 2021年12月17日に発生した北新地ビル放火殺人事件では、火元となった4階のクリニックの院長の知人として新聞の取材に応じた[12]。

## 著作

### 単著
- 『フツウと違う少数派のキミへ　ニューロダイバーシティのすすめ』（合同出版、2023年）

### 共著
- 飯島さなえ・鈴木慶太『知ってラクになる！ 発達障害の悩みにこたえる本』（大和書房、2018年）
- 鈴木慶太・川端大輔『ちょっとしたことでうまくいく 発達障害の人が上手に体調管理するための本』（翔泳社、2024年）

### 監修
- 『親子で理解する発達障害 進学・就労準備のススメ方』（河出書房新社、2016年）
- TEENS執筆チーム『発達障害の子のためのハローワーク』（合同出版、2017年）
- 株式会社Kaien『まんがでわかる 発達障害の人のためのお仕事スキル: 楽しく働くためのヒント&セルフアドボガシー』（合同出版、2019年）

### 寄稿
- 『月間精神科』『臨床心理学』『労働の科学』など専門誌への寄稿）[13]

## 講演・出演歴

### メディア出演
- TBSラジオ「久米宏 ラジオなんですけど」2013年1月12日「今週のスポットライト」[14]
- NHK「視点・論点」2013年1月25日[15]

### 講演会
- アカデミーヒルズ「変貌するMBA 社会起業のうねり～全米ビジネスプラン・コンペティション優勝者による体験談～」2009年9月25日 、「ソーシャルアントレプレナーシップの未来～日米2人の起業家が語る「社会起業」の現場とこれから～」2012年4月18日[2]
- 日本LD学会（第28回）「発達障害児者のためのVRを活用したSST の開発とその効果」2019年11月10日[16]
- 橋本財団「発達障害を強みに変える就労支援」を実践する株式会社Kaienから学ぶ　第5回インクルーシブ教育とは？ 2024年8月3日[13]
- 日本高次脳機能学会学術総会サテライト・セミナー（第48回）「小児の失語・高次脳機能障害・発達障害の最前線」2024年11月10 日[17]
- 日本ADHD学会（第16回）総会特別講演、2025年3月2日[18]

## 受賞歴
- 「ソーシャルビジネスグランプリ 2013夏」グロースアップ大賞、enジャパン大賞[19]